# Skořice

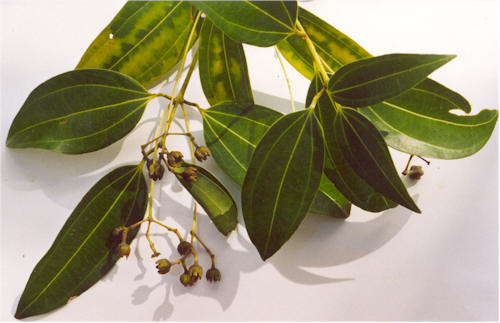
Cinnamomum verum

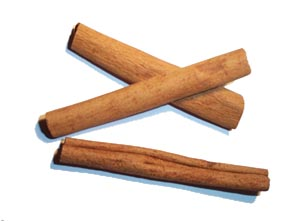
Skořice

Skořice je aromatická kůra skořicovníků, stálezelených tropických stromů.
Je i léčivá, vyrábí se z ní silice, tinktury, olej. Má kořenně nasládlou chuť a příjemnou vůni, které jí dává zejména obsažená sloučenina cinnamaldehyd.
Působí na chuť k jídlu, celkově osvěžuje a podporuje trávení.

## Skořicovníky
Skořicovníky patří do čeledi vavřínovité (Lauraceae). Nejdůležitější z produkčního hlediska jsou skořicovník ceylonský a čínský.

### Skořicovník ceylonský
Skořicovník ceylonský (Cinnamomum zeylanicum) pochází ze Srí Lanky (ostrov Ceylon), pěstuje se však i v jiných tropických oblastech. První úroda se sklízí dva až tři roky po vysazení.
Cejlonská skořice je považována za tu nejkvalitnější (z toho nejlepší je z kůry osmiletých keřů). Je silně aromatická.
Kůra po usušení tvoří charakteristické tenké svitky, okraje se svinují dovnitř, takže vznikají jakési dvojruličky.

### Skořicovník čínský
Skořicovník čínský (Cinnamomum cassia) pochází z Barmy, pěstuje se v jižní Číně, Thajsku a Indonésii. Skořice z tohoto stromu se využívala již ve starověku (ve starověkém Řecku).
Rostlina může dosáhnout výšky přes 10 metrů, ale na plantážích se řeže a udržuje se na zhruba dva metry vysoký keř. Kůra čínského skořicovníku je hrubší, má červenější barvu a po usušení tvoří pouze žlábkovité trubky nebo pruhy. Skořicovník čínský poskytuje též sušené plody, které jsou známé jako „květy kassiové“ a využívají se jako koření.

## Využití
Ze skořicovníku se využívá sušená vnitřní část kůry bohatá na silice. Z listů, větví i květů se získává skořicový olej. Skořicovník nachází uplatnění v mnoha průmyslových odvětvích:
v potravinářství – ve většině zemí se používá prášková skořice, která se přidává zejména do sladkých pokrmů, do pečiva a cukrářských výrobků, při zavařování ovoce. Může se však používat i skořicová kůra vcelku (např. v Indii se smaží v horkém oleji). Do masitých pokrmů se přidává skořice v asijské, latinskoamerické, arabské i španělské kuchyni.
- ve farmaceutickém průmyslu – upravuje nepříjemnou chuť léků (chuťové korigens)
- v likérnictví – výroba žaludečních likérů, kořeněných a bylinných likérů a vína
- ve voňavkářství – pro svoji charakteristickou vůni
- v kosmetice – výroba mýdla, přípravky pro ústní hygienu
- v léčitelství – díky vysokému obsahu silic se využívá zvl. skořicový olej, tinktura a sirup.

### Obsahové látky
- cinnamaldehyd – základní složka aromatu typického pro skořici
- ethylcinnamát – podílí se na chuti a aromatu skořice (ovocná a balzámová vůně připomínající skořici s trochou jantaru)
- eugenol – podílí se na aromatu skořice (hřebíčková vůně)
- kumarin – zvýrazňuje a doplňuje aroma (sladká vůně připomínající posečenou trávu)
- kyselina skořicová – podílí se na chuti a aromatu skořice (medová, květinová vůně)
- linalool – podílí se na aromatu skořice (květinová, s trochou kořenné vůně)
- safrol – podílí se na aromatu skořice (vůně cukrárny)

(Někdy uváděný benzoát sodný není obsahová látka, ale metabolit.)

## Účinky
- pomáhá krevnímu oběhu, snižuje krevní tlak, zmírňuje krvácení z nosu a silné menstruace
- zlepšuje trávení – štěpí tuky, zlepšuje metabolismus tuků a cukru u lidí s cukrovkou, zahřívá a stimuluje zažívací trakt, uklidňuje koliky, průjmy, nevolnosti, nadýmání
- podporuje chuť k jídlu
- zevně se používá proti revmatismu
- má dezinfekční a antibiotické účinky, ničí bakterie
- používá se jako prostředek proti nachlazení, kašli, chřipce
- pravidelné užívání skořice (dávky 1–5 g) má vliv na pokles hladin plazmatické glukózy nalačno, celkového cholesterolu, LDL-Ctariglyceridů a zvýšení HDL-C, nebyl však prokázán žádný významný vliv na hladinu glykovaného hemoglobinu[3]

### Negativní účinky
- Může způsobit alergickou reakci.

## Pěstování
Svůj původ má skořicovník v Asii, kde se používal jako koření i lék. Nyní jej najdeme nejen na plantážích v celém tropickém a subtropickém pásmu jihovýchodní Asie, zejména v Indonésii, ale i na Seychelských ostrovech a Madagaskaru nebo na americkém kontinentu (např. Brazílie).
Plantáže skořicovníků bývají poblíž vodních toků, protože tyto rostliny potřebují hodně spodní vody.

## Historie
Zmínky o skořicovníku pochází již z Číny 4000 let před n. l. Jako léčivo i aromatickou přísadu ji používali staří Egypťané.
Také ve starověkém Řecku byla skořice známá a Řekové přikládali jejím léčebným účinkům velký význam, avšak nevěděli, odkud pochází. I sám Aristoteles se domníval, že ji z neznámých zemí přinášejí obrovští ptáci, jimž ji z hnízd s nasazením života loupí odvážní Arabové. Až jeho žák Alexandr Makedonský poznal skořicovník při tažení do Indie.
Skořice byla vzácná a drahá, a tak se o ni vedlo mnoho bojů. Na západě byla dříve známá pouze skořice čínská. Od 16. století se díky objevitelským cestám začíná dovážet i ceylonská. V r. 1580 ovládli Cejlon Portugalci, kteří tvrdě utlačovali místní obyvatele, aby zajistili Evropě dostatek skořice. Od r. 1632 se stále více na Cejlonu začínají prosazovat Nizozemci, kterým se podařilo zavést monopol na cejlonskou skořici. Později přenesli její pěstění také do Indonésie, která je dodnes jedním z jejích největších producentů.
V českých zemích byla skořice známa od 15. století.[zdroj⁠?!]